# Attila Hadnagy
Attila László Hadnagy (Sfântu Gheorghe, 8 settembre 1980) è un ex calciatore rumeno, di ruolo attaccante.